# Dagmar Andres

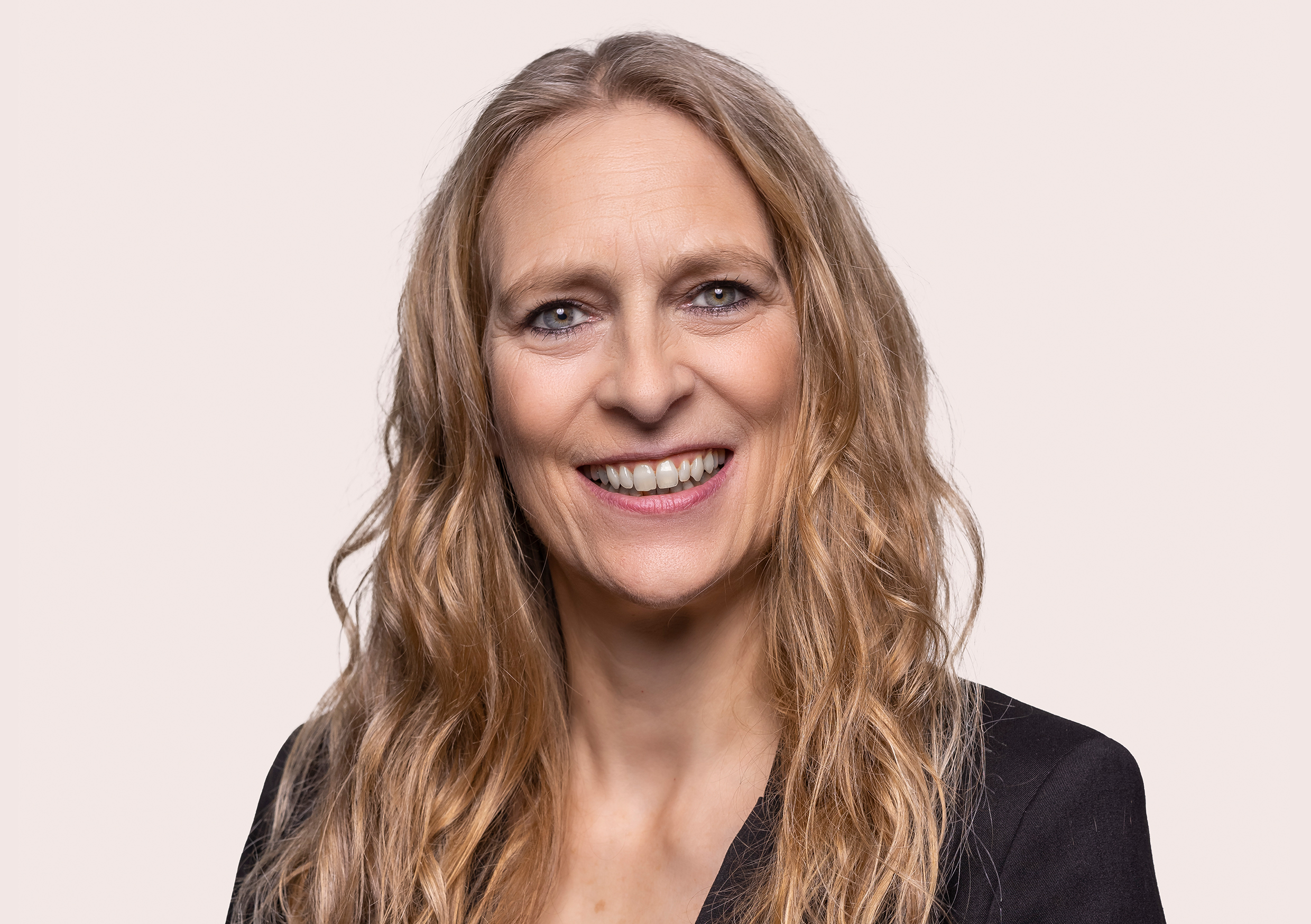
Dagmar Andres (2021)

Dagmar Andres (* 3. Dezember 1969 in Köln) ist eine deutsche Politikerin (SPD). Von 2021 bis 2025 war sie Mitglied des Deutschen Bundestages. Zuvor war sie von 2012 bis 2017 Abgeordnete im Landtag von Nordrhein-Westfalen.

## Leben und Beruf
Andres absolvierte von 1992 bis 1995 eine Ausbildung zur Steuerfachangestellten und arbeitete von 1995 bis 2012 in einer Steuerberater- und Wirtschaftsprüfersozietät in Hürth. Parallel zu ihrer Berufstätigkeit holte sie von 1995 bis 1996 die Fachhochschulreife nach und besuchte anschließend die Wirtschaftsfachschule Kaufmännische Bildungsanstalten in Bonn, die sie 1999 als Staatlich geprüfte Betriebswirtin in der Fachrichtung Steuern abschloss. 1998 bis 1999 besuchte sie einen Bilanzbuchhalterlehrgang und erlangte den Abschluss zur geprüften Bilanzbuchhalterin (IHK).
Nach ihrer Zeit als Landtagsabgeordnete wurde sie 2017 Amtsleiterin der Kämmerei und des Steueramts der Gemeinde Rommerskirchen. Ab 2019 war sie als Projektmanagerin eines freien Trägers von Kindertagesstätten mit bilingualer Ausrichtung tätig, ehe sie 2021 Referentin für Europaangelegenheiten, Politik & Verbände der NRW.Bank wurde.

## Politische Tätigkeiten
Andres trat 1986 in die SPD ein und hat diverse Vorstandspositionen im Ortsverband Schleiden inne. Von 2008 bis 2013 war sie Vorsitzende des SPD-Distrikts Lechenich/Konradsheim/Ahrem/Herrig. 2009 wurde sie in den Rat der Stadt Erftstadt gewählt, dem sie bis 2018 angehörte. Dort fungierte sie als stellvertretende Vorsitzende des Schulausschusses und als Mitglied im Sport- und Rechnungsprüfungsausschuss. 2011 bis 2013 war sie stellvertretende Vorsitzende der SPD Erftstadt, in deren Vorstand sie zuvor bereits Beisitzerin war.
Bei der Landtagswahl 2012 wurde Andres in den nordrhein-westfälischen Landtag gewählt, indem sie sich im Wahlkreis Rhein-Erft-Kreis III mit 43,5 Prozent der Erststimmen gegen den bisherigen Amtsinhaber Gregor Golland (CDU) als Direktkandidatin durchsetzte. Im Landtag war sie Schriftführerin, Mitglied im Ausschuss für Haushalt und Finanzen, Mitglied im Ausschuss für Haushaltskontrolle, stellvertretende Vorsitzende der Enquetekommission III zur Bewertung der Tragfähigkeit der öffentlichen Haushalte in Nordrhein-Westfalen und Mitglied im Wahlausschuss. Außerdem war sie stellvertretendes Mitglied im Ausschuss für Kultur und Medien, im Kommunalausschuss und im Unterausschuss Landesbetriebe und Sondervermögen. Bei der Landtagswahl 2017 unterlag sie dem erneut angetretenen CDU-Kandidaten Gregor Golland mit 35 % der Erststimmen. Auf Listenplatz 75 verlor sie damit ihr Mandat.
Von Dezember 2013 bis 2019 war Dagmar Andres stellvertretende Vorsitzende des SPD-Kreisverbandes Rhein-Erft. Seit 2014 gehört sie zudem dem Kreistag Rhein-Erft an, ist dort finanzpolitische Sprecherin der SPD-Fraktion und seit 2020 stellvertretende Fraktionsvorsitzende.
Im November 2019 wurde Andres, zusammen mit Daniel Dobbelstein, zur neuen Vorsitzenden des SPD-Kreisverbandes Rhein-Erft gewählt, nachdem sie zuvor seit 2016 diverse Vorstandspositionen innehatte. Sie übernahm das Amt vom zuvor verstorbenen Guido van den Berg. Seit November 2018 ist sie Mitglied des Landesvorstands und Präsidiums der SPD Nordrhein-Westfalen.
Bei der Bundestagswahl 2021 kandidierte Andres im Wahlkreis Euskirchen – Rhein-Erft-Kreis II sowie auf Platz 18 der nordrhein-westfälischen Landesliste, woraufhin ihr über die Landesliste der Einzug in den Bundestag gelang. In ihrem Wahlkreis erhielt sie 26,6 % der Erststimmen und verpasste damit das Direktmandat. In der 20. Legislaturperiode war sie ordentliches Mitglied im Finanzausschuss und Ausschuss für die Angelegenheiten der Europäischen Union sowie stellvertretendes Mitglied im Ausschuss für Ernährung und Landwirtschaft. Zudem war sie Delegationsmitglied der Parlamentarischen Versammlung der OSZE, der Interparlamentarischen Konferenz über Stabilität, wirtschaftspolitische Koordinierung und Steuerung in der EU sowie stellvertretendes Mitglied der Parlamentarischen Versammlung der Union für den Mittelmeerraum. Bei der Bundestagswahl 2025 kandidierte sie nicht erneut.

## Mitgliedschaften
Dagmar Andres ist Mitglied im Hermann-Gmeiner-Fonds der SOS-Kinderdorf-Stiftung, im Verein Lebenshilfe Brühl, Erftstadt, Wesseling, bei der Arbeiterwohlfahrt, dem Sonderspaß e. V. sowie im Brühl euer-VfK e. V.

## Privates
Andres ist verwitwet und Mutter zweier Kinder. Sie lebt mit ihrer Familie in Erftstadt-Lechenich. Sie ist römisch-katholischer Konfession.